# Elitserien i volleyboll för damer 1989/1990
Elitserien 1989/1990 i volleyboll för damer var den 29:e upplagan av tävlingen och hade åtta deltagande lag. Sollentuna VK blev svenska mästare för 15:e gången efter att ha vunnit över Uppsala Studenters IF i finalen.

## Grundserien[3]
| Lag                     | M  | V  | F  | VS | FS | P  |
| ----------------------- | -- | -- | -- | -- | -- | -- |
| Uppsala Studenters IF   | 14 | 12 | 2  | 40 | 14 | 24 |
| KFUK-KFUM:s IA Göteborg | 14 | 11 | 3  | 35 | 21 | 22 |
| Sollentuna VK           | 14 | 10 | 4  | 35 | 22 | 20 |
| KFUM Örebro Volleyboll  | 14 | 8  | 6  | 31 | 23 | 16 |
| KFUM:s GIA Malmö        | 14 | 6  | 8  | 27 | 30 | 12 |
| Vallentuna VBK          | 14 | 6  | 8  | 26 | 31 | 12 |
| KFUM Skellefteå         | 14 | 2  | 12 | 17 | 38 | 4  |
| Kolbäcks VK             | 14 | 1  | 13 | 8  | 40 | 2  |

      Kvalificerade för slutspelsserien.
      Nerflyttade till Division 1.

## Slutspelsserien[3]
| Lag                     | M  | V  | F  | VS | FS | P  |
| ----------------------- | -- | -- | -- | -- | -- | -- |
| Uppsala Studenters IF   | 24 | 21 | 3  | 69 | 28 | 42 |
| KFUK-KFUM:s IA Göteborg | 24 | 17 | 7  | 61 | 37 | 34 |
| Sollentuna VK           | 24 | 17 | 7  | 60 | 40 | 34 |
| KFUM Örebro Volleyboll  | 24 | 11 | 13 | 48 | 47 | 22 |
| KFUM:s GIA Malmö        | 24 | 9  | 15 | 40 | 56 | 18 |
| Vallentuna VBK          | 24 | 8  | 16 | 42 | 59 | 16 |

      Kvalificerade för slutspel.

## Slutspelet[3]
|  | Semifinaler | Semifinaler | Semifinaler | Semifinaler |            |   | Final | Final | Final | Final | Final | Final |  |
|  |             |             |             |             |            |   |       |       |       |       |       |       |  |
|  | Göteborg    | 2           | 1           |             |            |   |       |       |       |       |       |       |  |
|  | Göteborg    | 2           | 1           |             |            |   |       |       |       |       |       |       |  |
|  | Sollentuna  | 3           | 3           |             |            |   |       |       |       |       |       |       |  |
|  | Sollentuna  | 3           | 3           |             | Sollentuna | 1 | 3     | 1     | 3     | 3     |       |       |  |
|  |             |             |             |             | Sollentuna | 1 | 3     | 1     | 3     | 3     |       |       |  |
|  |             |             | Uppsala     | 3           | 0          | 3 | 1     | 2     |       |       |       |       |  |
|  | Uppsala     | 3           | Uppsala     | 3           | 0          | 3 | 1     | 2     | 1     | 3     |       |       |  |
|  | Uppsala     | 3           |             |             |            |   |       |       |       |       |       |       |  |
|  | Örebro      | 0           | 3           | 0           |            |   |       |       |       |       |       |       |  |